# Юст II Єрусалимський
Юст ІІ Єрусалимський — єврейський християнський єпископ Єрусалиму в ІІ столітті.
За Євсевієм Кесарійським, в Єрусалимі було тринадцять єпископів, усі євреї-християни. Юст ІІ був 11-м у цьому списку. Євсевій не дає точних дат його єпископства.
Юст також згадується в апокрифічних листах Якова до Квадрата та праці Єпіфанія Саламінського.
Деякі вчені припускають, що він був не єпископом, а радше пресвітером, який допомагав єпископу Якову Першому, хоча таке твердження спірне.